# Morceau de concert op. 94 de Saint-Saëns
Pour les articles homonymes, voir Morceau de concert (Saint-Saëns).
Le Morceau de concert, op. 94, est une pièce de concert pour cor avec accompagnement de piano ou d'orchestre de Camille Saint-Saëns composée en 1887.

## Présentation
Le Morceau de concert op. 94 est composé en 1887. La partition est écrite pour cor avec accompagnement de piano ou d'orchestre. Le manuscrit autographe de la version pour cor et piano porte la date d'achèvement « octobre 1887 » et celui de la version pour cor et orchestre « 2 novembre 1887 »,.
Les manuscrits indiquent comme titre original de l'œuvre « Fantaisie », rayé sur les autographes et modifié par Saint-Saëns avant publication en « Morceau de concert »,. La partition de la version avec piano est publiée en avril 1893 par Durand.
L'œuvre est dédiée au virtuose du cor naturel Henri Chaussier, qui avait porté des améliorations à l'instrument et inventé un « cor omnitonique » qui permettait de jouer dans toutes les tonalités. Le Morceau de concert, bien que jouable au cor chromatique, est à l'origine destiné à cet instrument et tenait d'ailleurs lieu de cheval de bataille promotionnel pour Chaussier. La pièce a aussi été l'objet d'un défi qui a opposé le 11 juin 1891 Chaussier à Henri Garrigue, promoteur et défenseur du cor à pistons en France. Devant des journalistes et des musiciens, dont Théodore Dubois, Vincent d'Indy et Ernest Chausson, Chaussier emporte le verdict. Mais son invention ne s'imposera pas.  
Le Morceau de concert, présenté comme « Fantaisie pour le nouveau cor omnitonique système chaussier », est créé officiellement le 7 février 1891 à Paris, salle Pleyel, lors d'un concert de la Société nationale de musique, par le dédicataire au cor et Jules-Auguste Wiernsberger au piano,. 

## Orchestration
L'instrumentation de la version orchestrale requiert :
| Instrumentation du Morceau de concert                                |
| Bois                                                                 |
| 2 flûtes, 2 hautbois, 2 clarinettes, 2 bassons                       |
| Cuivres                                                              |
| 3 trombones                                                          |
| Percussions                                                          |
| timbales                                                             |
| Cordes                                                               |
| premiers violons, seconds violons, altos, violoncelles, contrebasses |

Le matériel de la version avec orchestre et le conducteur sont publiés en 1905 par Durand,.    

## Structure et analyse

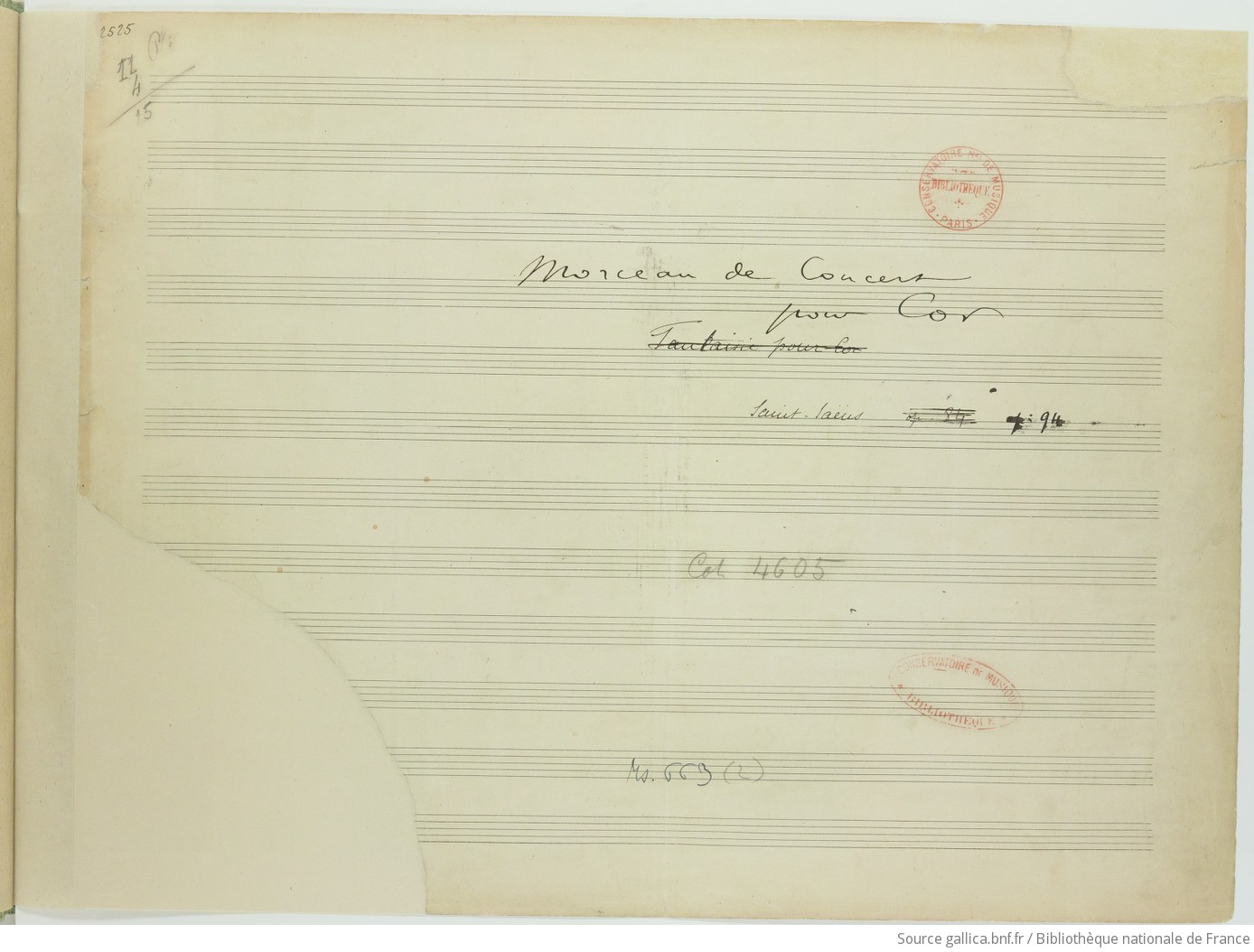
Page de titre du manuscrit autographe de la version pour cor et piano.

Le Morceau de concert, d'une durée moyenne d'exécution de neuf minutes environ, est en fa mineur, à 
, Allegro moderato, et fait 253 mesures. 
Le musicologue Dominik Rahmer relève que la partition est « une des très rares œuvres concertantes pour cor des XVIIIe et XIXe siècles écrite dans le mode mineur ». 
La pièce, « démonstration de difficultés techniques qui repoussent les limites de ce qui était jusqu'alors admis sur l'instrument », est basée sur une forme libre de thème et variations,. 
Après la présentation du thème, de caractère héroïque, ce dernier « est ornementé au cor dans deux variations à la virtuosité croissante » ; suit un épisode lyrique, Adagio, à 
, très calme, qui « met en valeur l’expressivité de l’instrument », puis un Allegro non troppo à 
, où « l'orchestre s'empare brièvement du thème — cette fois en binaire — avant que l'agilité de l'interprète soit mise à l'épreuve par l'exécution d'accords brisés et de triolets à un rythme rapide », dans une « virtuosité [...] pleine d’esprit, faite d’arpèges ascendants, de gammes en guirlandes, de notes répétées du cor ». 
La pièce porte le numéro d'opus 94 et, dans le catalogue des œuvres du compositeur établi par la musicologue Sabina Teller Ratner, le numéro 203.
L'œuvre est un classique du répertoire des cornistes. Du vivant de Saint-Saëns, la partition a été imposée comme morceau de concours au Conservatoire de Paris en 1908 et 1914.

## Discographie
- Camille Saint-Saëns Edition, CD 9, Radovan Vlatković (cor), Ensemble orchestral de Paris, Jean-Jacques Kantorow (dir.), Warner Classics 0190296746048, 2021[10].

### Éditions
- Camille Saint-Saëns, Morceau de concert pour cor, Durand, 1893 (lire en ligne).
- Camille Saint-Saëns, Morceau de concert pour cor, Durand, 1905 (lire en ligne)
- Camille Saint-Saëns (préf. Dominik Rahmer), Morceau de Concert en fa mineur, G. Henle Verlag, coll. « Urtext », 2016 (ISMN 979-0-2018-1284-7, présentation en ligne, lire en ligne).

### Ouvrages
- (en) Sabina Teller Ratner, Camille Saint-Saëns 1835-1921 : A Thematic Catalogue of his Complete Works, vol. I : The Instrumental Works, Oxford University Press, 2002, 628 p. (ISBN 0-19-816320-7).
- Jean Gallois, Camille Saint-Saëns, Liège, Mardaga, coll. « Musique-Musicologie », 2004 (ISBN 2-87009-851-0).
- Fabien Guilloux, « Le cor est un instrument merveilleux », dans Fabien Guilloux et Emanuele Marconi (dir.), Un souffle de modernité ! : Camille Saint-Saëns et les instruments à vent, Le Musée des instruments à vent / Institut de Recherche en Musicologie, 2021, 295 p. (ISBN 978-2-9573-5291-3), p. 120-121.